# Jean-Baptiste Goiffon

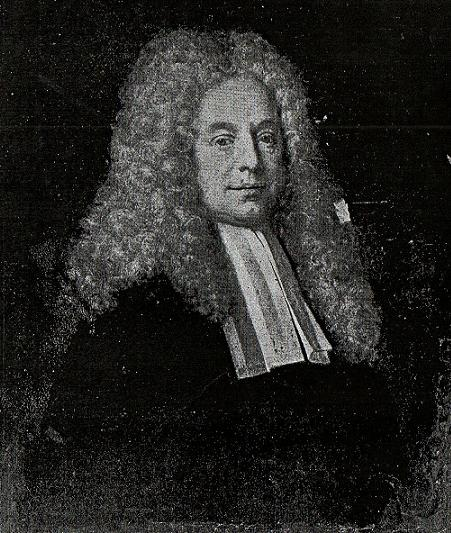
Jean-Baptiste Goiffon

Jean-Baptiste Goiffon (* 25. Februar 1658 in Cerdon; † 30. September 1730 in Lyon) war ein Arzt und Botaniker aus Lyon.
Er studierte 1682 bis 1685 Botanik und Anatomie an der Universität von Montpellier. Bei der Behandlung des verletzten Marquis de Rougemont erwarb er sich einen guten Ruf und ließ sich dann in Cerdon nieder. Im Pfälzischen Erbfolgekrieg (1687) diente er in der italienischen Armee unter dem Kommando von Marschall Catinat. 1693 war er Dozent am College in Lyon. Im Spanischen Erbfolgekrieg begleitet er die spanischen Armee unter dem Kommando von Marschall de Tesse. 1717/18 wurde er Ratsherr in Lyon.
Während der Pest von Marseille 1720–21 versucht er die Ursache der Beulenpest zu ergründen und wies darauf hin, dass die wahrscheinlichste Erklärung für die Verbreitung darin bestehe, dass sie durch kleine, mit dem bloßen Auge unsichtbare Lebewesen verursacht werde. Die Idee wurde in der Royal Society von Benjamin Marten und Richard Bradley aufgegriffen.
Er war der erste Botaniker Lyons im heutigen Sinne.
Sein Sohn († 1779) wurde Professor an der École nationale vétérinaire d’Alfort.

## Veröffentlichungen
- Dissertation sur un monstre né à Lyon, l’année 1702
- mit Jérôme Jean Pestalozzi (1674–1742): Avis de precaution contre la maladie contagieuse de Marseille: qui contient une idée complette de la peste, & de ses accidens. Avec des moyens préservatifs, & curatifs; de formules choisies, & un catalogue général de remedes, tant simples, que composez; 1721
- Relations et dissertation sur la peste du Gévaudan; 1722